# Narice

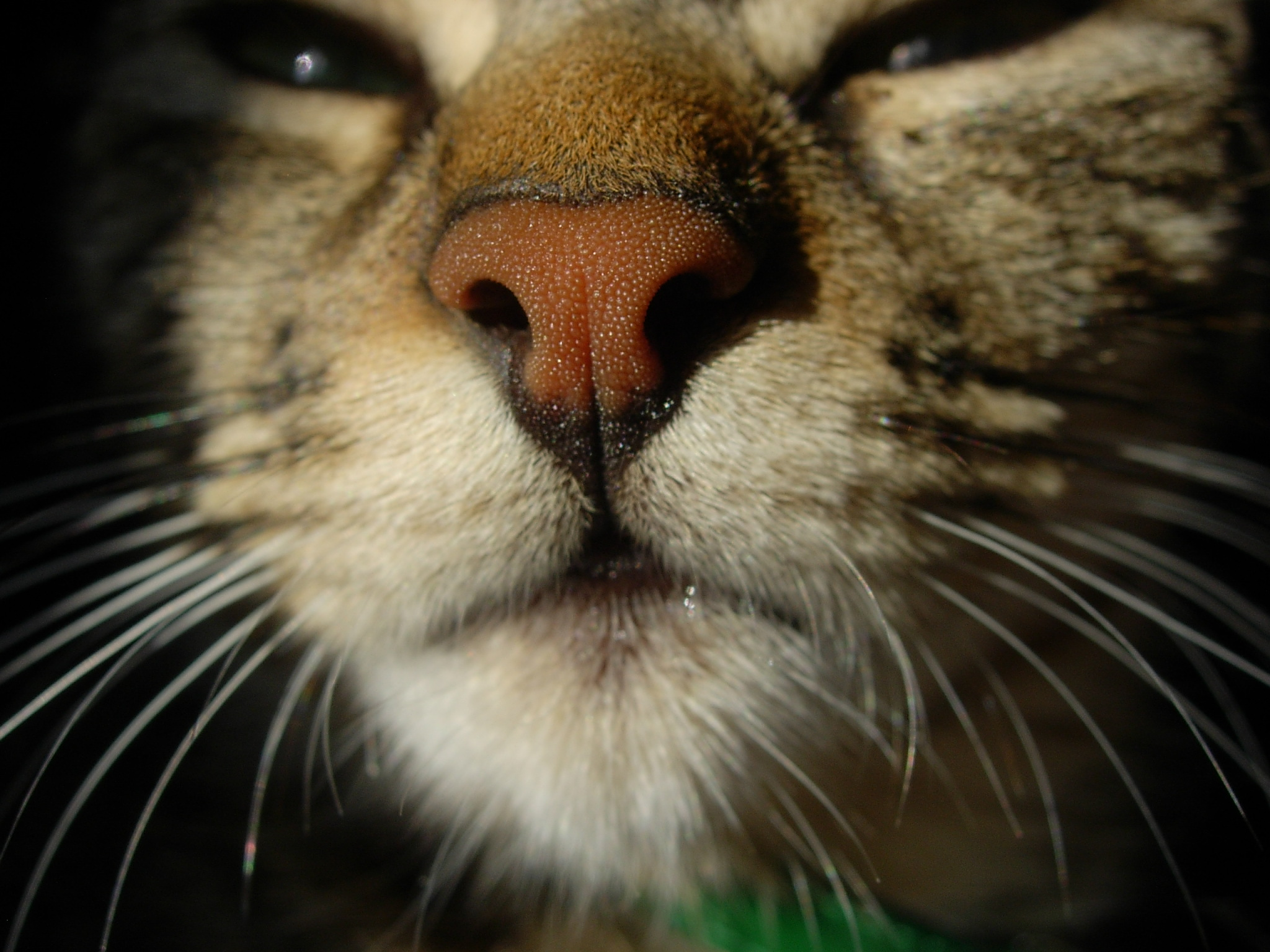
Le narici hanno molteplici funzioni, principalmente collegate all'odorato, alla regolazione termica e igrometrica dell'aria.

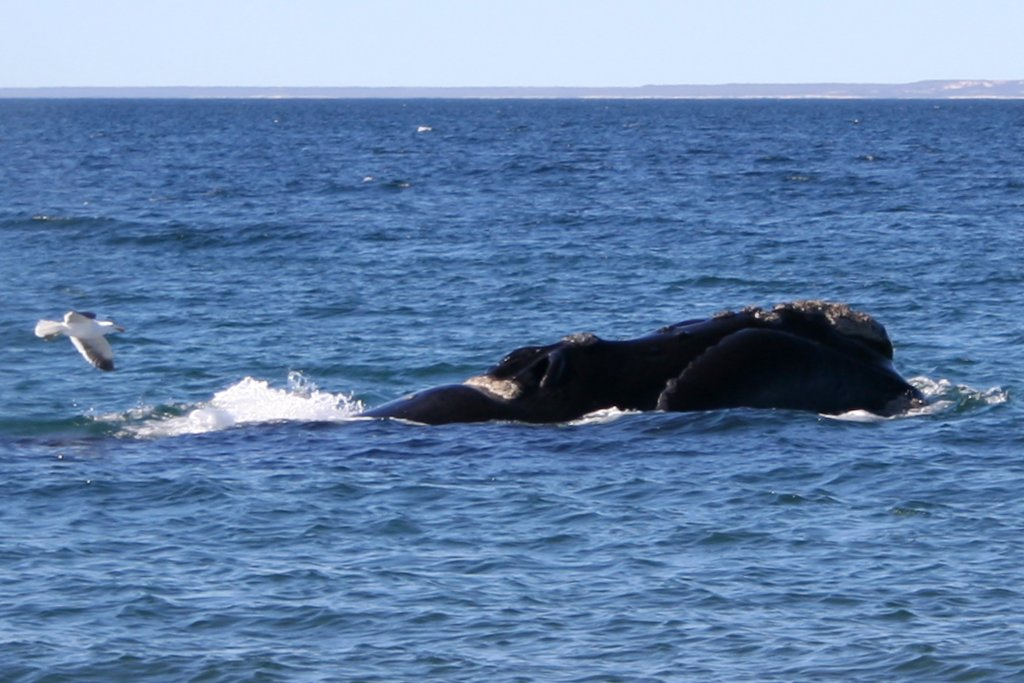
Le narici (o sfiatatoio) più grosse del mondo dei mammiferi sono quelle della balenottera azzurra.

La narice è l'orifizio esterno dell'organo olfattivo degli animali, per la quale passa l'aria inspirata per essere riscaldata, o raffreddata nelle regioni molto calde (in ogni caso, la zona nasale si comporta come uno scambiatore termico).

## Funzioni
Le narici sono degli elementi attivi per numerosi sistemi funzionali e anatomici:
- odorato;
- filtrazione dell'aria, grazie a una peluria interna e al muco secreto da apposite ghiandole che permettono di imprigionare certi corpi estranei (che possono essere espulsi tramite uno starnuto riflesso);
- regolazione termoidraulica dell'aria, funzionando proprio come uno scambiatore termico e partecipando inoltre alla termoregolazione del cervello, anche negli esseri umani;

Le narici appaiono di un colore più freddo nelle fotografie scattate nell'infrarosso. Il tabacco, la caffeina e i vasocostrittori accentuano il raffreddamento di questa zona e diminuiscono la loro irrorazione sanguigna.
- prensione (nel caso, tra gli altri, di formichieri ed elefantidi).

Casi particolari
- Le narici dei suidi (cinghiale, pecari...) e di alcuni animali fossori (talpa), pur essendo molto sensibili, sono costituite da un tessuto molto solido e si rigenerano rapidamente. Il cinghiale può così arare facilmente il terreno e la lettiera per trovare il cibo.
- Trasformato in proboscide, il sistema naso-narice dell'elefante consente all'animale di portare il cibo alla bocca, di pompare acqua con cui bagnarsi o addirittura fare una sorta di «snorkeling» mentre nuota.

## Anatomia e posizione anatomica
Le narici sono costituite da materiale carnoso che aderisce alle cartilagini alari (ali del naso). Contengono dei tessuti muscolari che le permettono di dilatarsi o di chiudersi (più o meno a seconda della specie). Si parla di «narice ossea» per designare il foro che nello scheletro corrisponde alla narice esterna.
Nei cetacei (si parla allora di sfiatatoio) e nei rettili anfibi, le narici si sono spesso spostate più in alto sulla testa nel corso dell'evoluzione, e possono chiudersi ermeticamente per impedire all'acqua di entrare nei polmoni (apnea).
Le narici sono generalmente vicine al cervello, ma in alcuni animali (elefanti e, forse, alcuni dinosauri) possono esserne molto distanti. Sono ipersviluppate nella scimmia nasica (Nasalis larvatus).

## Nei primati

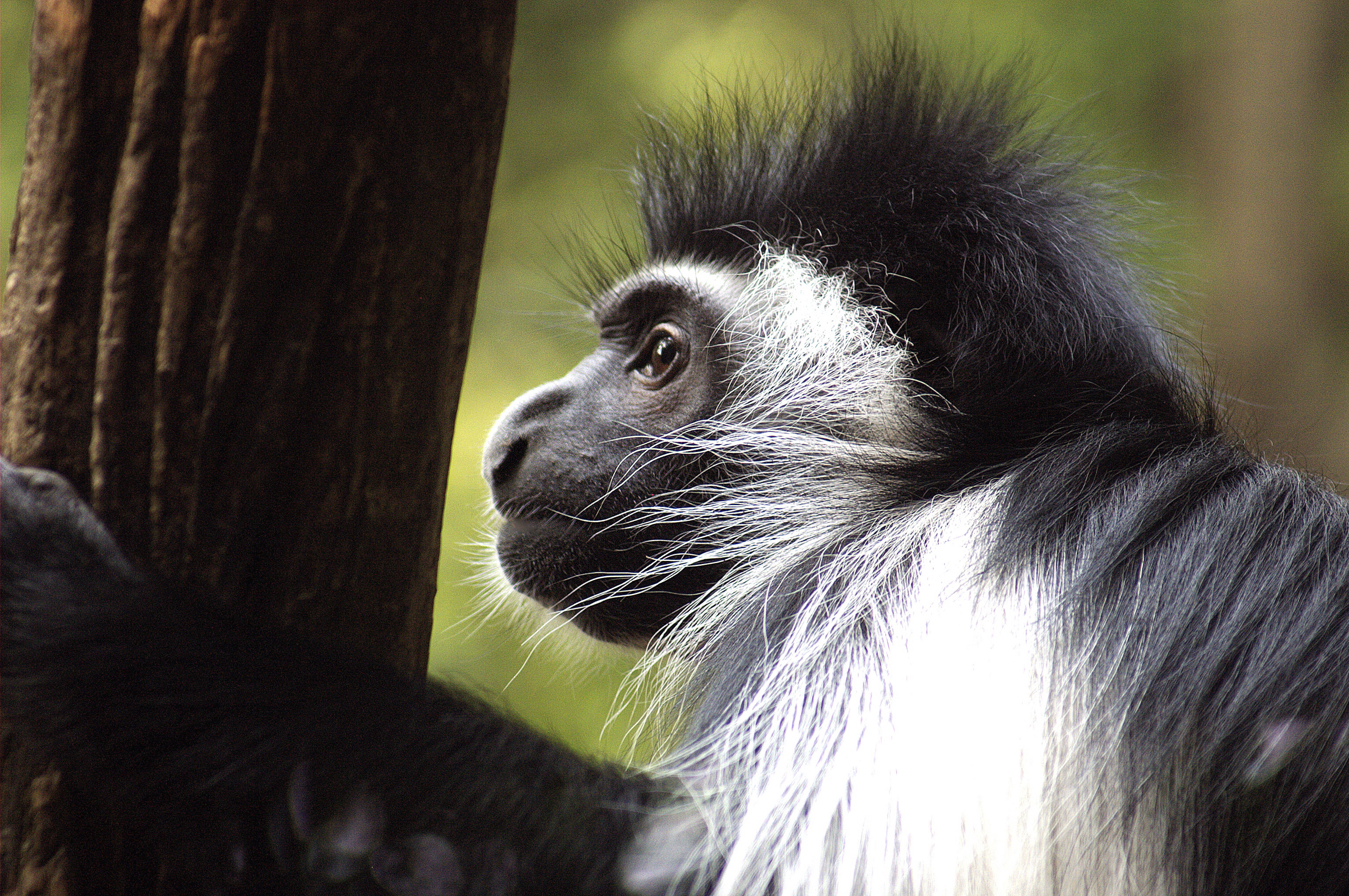
Nella stessa famiglia (Cercopithecidae), le narici di questo colobo sono meno evidenti e aperte verso il basso.

Il carattere «narici» presenta 3 stati:
- Narici con un rinario. È il caso degli strepsirrini.
- Narici senza rinario (con un naso). È il caso degli aplorrini.
  - Narici distanti, aperte ai lati. È il caso dei platirrini.
  - Narici ravvicinate, aperte verso il basso. È il caso dei catarrini.

## Nell'uomo
Le narici sono più o meno larghe o spesse, più strette nelle popolazioni di pelle bianca e più larghe negli aborigeni australiani. In passato, ma anche attualmente, con la moda del piercing, le narici vengono forate o ornate con gioielli, ossi, tatuaggi... Certi popoli (Inuit) si fregano le narici per salutarsi.

## Negli altri animali
Nei Pesci, una narice esterna mette in contatto la sacca olfattiva con l'esterno.
Nei Tetrapodi, è presente anche la coana, o narice interna, a contatto con la faringe, che è l'orifizio posteriore delle fosse nasali che mette queste ultime in comunicazione con i polmoni, conferendo all'organo olfattivo una funzione respiratoria.

## Patologie
Con raffreddore, influenza, ecc. le narici possono essere irritate o presentare sintomi di infiammazione.
Sintomi simili possono sussistere anche in presenza di aria secca e/o inquinata.
Le narici possono essere il sito di crepe, piaghe, croste, foruncoli di acne, punti neri, impetigine o lesioni dovute all'herpes (piccoli grappoli di vescicole giallastre che bruciano e/o prudono, prima di formare una crosta e scomparire - lesione banale, ma ricorrente e contagiosa).
Alcune mosche specializzate (ad esempio Lucilia bufonivora) possono danneggiare le narici di rettili, anfibi e mammiferi (eccezionalmente anche dell'uomo); le loro larve si sviluppano nella fossa nasale, prima di emergere attraverso le narici.
Nota: alcuni farmaci vengono assunti attraverso le narici (gocce, aerosol..)
Alcune terapie prevedono il lavaggio della fossa nasale con acqua termale che viene fatta entrare da una narice e fatta uscire dall'altra.